# 芳川神社
芳川神社（よしかわじんじゃ）は、埼玉県吉川市の神社。配祀神に愛梁大神を祀っており、恋愛成就の神社としても知られる。

## 由緒
- 1187年（文治3年）創建。
- 鎌倉時代初期、時の武士団吉川氏が、諏訪神社として再興。
- 1850年（嘉永3年）拝殿を再建。
- 1909年（明治42年）から1913年（大正2年）にかけて村内の34社が合祀されたことを機に、芳川神社と改める。
- 吉川の総鎮守として現在に至る。

## 祭神
主祭神
- 建御名方命【武勇の神、風雨の神、鍛治の神、農耕・狩猟・開拓の守護神】

配祀神
- 経津主命【武の神、国土開発の神、海上守護の神】
- 愛梁大神【恋愛成就の神】

## 境内社
八坂神社、古峯神社、稲荷神社、松尾神社、吉川天満宮、水神宮八大龍王、鹿頭大明神

## 交通アクセス
- JR東日本武蔵野線吉川駅より徒歩15分。